# Ixodina abyssinicus
Ixodina abyssinicus är en skalbaggsart. Ixodina abyssinicus ingår i släktet Ixodina och familjen bladhorningar. Utöver nominatformen finns också underarten I. a. tangana.